# Theridiosomatidae
Theridiosomatidae là một họ nhện được nhận thấy dễ nhất do chúng xây tổ lưới hình nón. Đến thời điểm năm 2008, họ này có 75 loài trong 12 chi.

## Chi
Phân loài thành phân họ the Joel Hallan Biology Catalog.
- Eperiotypinae

- Epeirotypus O. P-Cambridge, 1894 — Mexico đến Costa Rica
- Naatlo Coddington, 1986 — miền trung Nam Mỹ

- Ogulninae

- Ogulnius O. P.-Cambridge, 1882 — miền trung Nam Mỹ, Nam Á

- Platoninae

- Chthonos Coddington, 1986 — Nam Phi
- Plato Coddington, 1986 — Nam Mỹ

- Theridiosomatinae

- Andasta Simon, 1895 — Nam Á
- Baalzebub Coddington, 1986 — miền trung Nam Phi, Australia
- Epilineutes Coddington, 1986 — Mexico đến Brazil
- Theridiosoma O. P.-Cambridge, 1879 — khắp thế giới
- Wendilgarda Keyserling, 1886 — miền trung đến Nam Mỹ, châu Á
- Zoma Saaristo, 1996 — Seychelles

- incertae sedis

- Parogulnius Archer, 1953 — Hoa Kỳ

## Hình ảnh

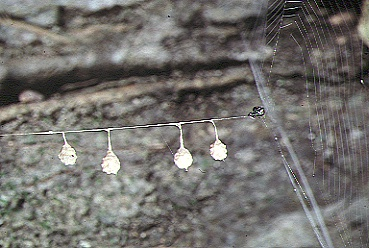
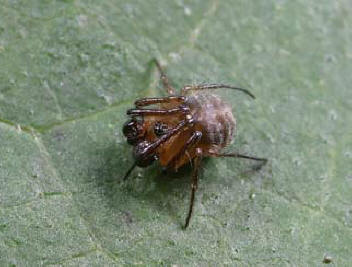